# Lysander
Lysander (altgriechisch Λύσανδρος Lýsandros; † 395 v. Chr. bei Haliartos) war ein spartanischer Staatsmann, der als Flottenkommandant maßgeblich für den spartanischen Sieg im Peloponnesischen Krieg verantwortlich und im nachfolgenden Jahrzehnt eine herausragende politische Figur Spartas und Verfechter einer imperialen Politik war, bis er im Korinthischen Krieg in der Schlacht von Haliartos fiel.

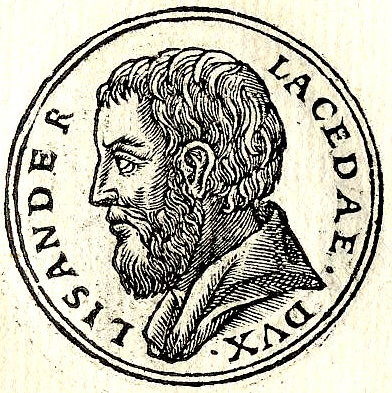
Fiktives Porträt des Lysander (erstellt 1553)

## Familie
Lysander wurde wahrscheinlich um 454 v. Chr. geboren und stammte aus einer vornehmen spartanischen Familie, die ihren Stammbaum auf Herakles zurückführte. Lysanders Vater Aristokritos war zudem Libys von Kyrene durch Gastfreundschaft verbunden.
Über Lysandros’ politische und militärische Karriere bis zum Jahr 408 v. Chr. gibt es keine verlässlichen Angaben.

## Militärisches Wirken während des Peloponnesischen Krieges

### Situation zu Beginn von Lysanders Seekommando
Lysander übernahm Ende 408 v. Chr. das Oberkommando über die spartanische Flotte für das Jahr 407 v. Chr. Das Amt des Nauarchen umfasste nicht nur die Flottenführung, sondern auch den Oberbefehl über die mit der Flotte entsandten Landstreitkräfte. Das Amt wurde jährlich neu vergeben, damit es keine innenpolitische Machtbasis für ambitionierte Generäle bilden konnte. Problematisch für die Kriegsführung war jedoch, dass so mehrjährige Kampagnen unter einem Oberbefehl nicht möglich waren.
Obwohl Sparta mindestens seit dem 6. Jh. v. Chr. eine Flotte besaß, war deren Umfang immer bescheiden gewesen, da Sparta im Gegensatz zu Athen die zur Aufrechterhaltung einer großen Marine notwendigen finanziellen Mittel fehlten. Aber vielmehr war Sparta politisch wie militärisch auf das Heer als Mittel zur Hegemonie über Griechenland ausgerichtet gewesen. Seit Beginn des Peloponnesischen Krieg im Jahr 431 v. Chr. wurde klar, dass Athen nicht ohne eine große Flotte zu besiegen war, konnte die attische Flotte doch ungehindert in der gesamten Ägais operieren und Angriffe auf Sparta und deren Verbündeten auf der Peloponnes vornehmen.
Seit dem Wiederaufflammen der Kämpfe zwischen Athen und Sparta im Jahr 413 v. Chr. (Ionisch-Dekeleischer Krieg) bemühte sich Sparta daher um Subsidienzahlungen des Perserkönigs, damit es mit einer großen Flotte in der Lage wäre, Athen entweder zu schlagen oder wenigstens so weit zurückzudrängen, dass deren Untertanen im Seebund rebellieren würden. Nur das Perserreich verfügte neben Athen über die Finanzmittel, die den Aufbau und Unterhalt einer Flotte von 100 Schiffen ermöglichen konnte. Im selben Zuge verkündeten die Spartaner die Freiheit der Griechenstädte (Autonomia) vom Attischen Joch. Dareios Nothos willigte tatsächlich in ein Bündnis mit Sparta ein, um die in den Perserkriegen an Athen verlorenen Griechenstädte Kleinasiens zurückzugewinnen. Er sandte Geld nach Sparta und befahl seinen Satrapen von Phrygien und Lydien, Pharnabazos und Tissaphernes, die Athener zu bekriegen und sich mit den Spartanern zu koordinieren. Bereits im Folgejahr gelang es den Spartanern unter Anraten des Alkibiades Chios und die ionischen Städte zum Abfall von Athen zu bewegen, während die Athener Samos halten konnten. Ende 412/Anfang 411 v. Chr. besiegten die vereinigten athenischen Flotten in den drei Seegefechten von Kynossema, Abydos und Kyzikos die spartanische Flotte vernichtend und konnten die Kontrolle über die Propontis und die Ägais wieder vollständig herstellen, auch wenn die ionischen Städte nicht zurückgewonnen werden konnten. Als Folge dieser Niederlage verzichtete Sparta auf die Freiheit der kleinasiatischen Griechenstädte im Vertrag des Lychias mit dem Großkönig, der die Subsidien an Sparta erhöhte – insgesamt sollten 5.000 Talente bis Ende des Krieges an Sparta fließen.
Dennoch gelang der Aufbau einer neuen Flotte für Sparta zunächst nicht konsequent, so dass die Kriegsanstrengungen alleine bei den verbündeten persischen Satrapen lagen. Pharnabazos von Phrygien hatte auch deshalb die Hauptlast des Kampfes gegen Athen zu tragen, weil sich der Satrap von Lydien, Tissaphernes, weitaus neutraler verhielt, als der persische König verlangte, zumal er seine strategischen Kriegsziele – die Einnahme Kariens und den Abfall Ioniens – bereits erreicht hatte, während Pharnabazos permanent durch attische Gegenoperationen in der Propontis gefährdet war, so dass er mit den Athenern einen Waffenstillstand schließen musste, wonach Kalchedon Autonomie gewährt wurde (d. h. keine persische Besatzung mehr unterhielt) und er 20 Talente an Athen zahlte. Als Folge wurde Byzanz von Athen zurückerobert und die Zolleinnahmen des Bosporos flossen nun wieder nach Athen.
Im Sommer 408 v. Chr. zog Großkönig Dareios wegen der eher mäßigen Kriegserfolge der Perser einen Schlussstrich unter die bisherige Kriegsführung. Insbesondere die Aufteilung des Militärkommandos unter den beiden führenden Satrapen hatte sich als ineffektiv erwiesen. Daher übertrug er seinem jüngeren Sohn Kyros das persische Oberkommando in Kleinasien, indem er ihn zum Satrapen von Lydien, Kappadokien und Großphrygien ernannte. Tissaphernes' Satrapie wurde auf das unwirtliche Karien und Pharnabazos' Machtbereich auf das Hellespontische Phrygien reduziert. Der Großkönig versprach 50 Minen pro Schiff und gab Kyros 500 Talente mit. Tissaphernes hatte den Ruderern 6 Obolen pro Tag versprochen, aber nie gezahlten. Auch jetzt wurden den Mannschaften nur 3 Obolen pro Tag gezahlt, was bei der o. g. Summe aber den Unterhalt einer Flotte von 80 Schiffen für zwei Kriegsjahre ermöglichte.

### Lysander und Kyros
Lysander erreichte Ionien im Frühjahr 407 v. Chr. und sammelte eine Flotte von 70 Schiffen. Als erste Maßnahme verlegte er das spartanische Hauptquartier in Ionien von Milet nach Ephesos. Diese Entscheidung ist nicht nur militärisch zu begründen, auch wenn die Kommunikation zwischen Sparta und Ephesos leichter zu gewährleisten war, als nach Milet, welches immer durch das vorgelagerte Samos bedroht war. Vielmehr wird schon hier ersichtlich, dass Lysander ein enges Verhältnis zum neuen persischen Oberkommandanden suchte, weil dessen Residenz in Sardes deutlich besser von Ephesos erreichbar war, aber sich auch sonst häufig persische Würdenträger in der Stadt des Artemisions aufhielten.
Kyros traf ebenfalls im Frühjahr 407 v. Chr. in Ionien ein. Die spartanischen Gesandten, die ihn aus der persischen Hauptstadt Susa begleitet hatten, führten Lysander sofort bei Kyros ein und diesem gelang es auf den Jüngling einen besonderen Eindruck zu machen. Der ca. 40 Jahre alte spartanische Krieger muss auf den gerade 15-jährigen Kyros faszinierend gewirkt haben; es wurde sogar behauptet, dass der junge Königsspross zum Geliebten des Spartaner wurde, weil er ihm Zugang zu seinen privaten Gärten erlaubte. Mehr als die Nauarchen vor ihm, verstand Lysander, dass er Athen strategisch und nicht nur taktisch in der ein oder anderen Seeschlacht schlagen musste. Er unterbreitete dem persischen Königsspross ein Konzept, wie man strukturell die Bedingungen zugunsten Spartas und Persiens verbessern konnte:
1. Als Erstes musste man sich der Loyalität der neu gewonnenen Griechenstädte vergewissern, notfalls mit Gewalt. Trotz des Autonomie-Verspreches wurden die Verfassungen der Städte so umgeschrieben, dass extreme Oligarchien von zehn Männern (Dekarchien) die Regierung führten und spartanische Kommandanten (Harmostes) diese Herrschaft absicherten.
2. Als Zweites musste die Kampfkraft der spartanischen Flotte verbessert werden. So erreichte er von Kyros die Erhöhung des Rudersoldes um einen Obolen auf vier und die Auszahlung der Rückstände, so dass die spartanisch-persische Flotte nunmehr ihre Besatzung besser bezahlte als die Athener.[16] Zusätzlich wurde die Flotte vergrößert auf 90 Schiffe und diese konstant unter Training gehalten.
3. Schließlich, und hierin liegt sicherlich der größte Verdienst von Lysander, musste man die neugewonnene Flotte nur unter vorteilhaften Bedingungen einsetzen. Anders als vorherige Kommandanten führte er nicht über den Sommer eine Schlacht mit ungewissen Ausgang, sondern ließ die attische Flotte gewähren, wohlwissend, dass sie numerisch überlegen und von einem überragenden General geführt wurde: Alkibiades hatte wieder einen Frontenwechsel vollzogen und war in seine Heimatstadt Athen zurückgekehrt. Obwohl – oder besser weil – er maßgeblich zur Schwächung Athens in den letzten sieben Jahren beigetragen hatte, war ihm der Oberbefehl über alle attischen Streitkräfte übertragen worden.

Nachdem er ungehindert in der Propontis operiert hatte, segelte Alkibiades im Spätsommer mit 100 Schiffen nach Samos, um Lysander in Ephesos festzusetzen. Umgekehrt war nun aber auch Alkibiades paralysiert, weil er nicht abziehen konnte, ohne eine Schlacht geschlagen zu haben, die ihm Lysander aufgrund seiner numerischen Unterlegenheit verweigerte. Vielmehr ließ Lysander seine Schiffe an Land ziehen und ausbessern. In kühler Kalkulation rechnete Lysander damit, dass Alkibiades unter Zugzwang einen Schritt unternehmen würde, der ihm zum Vorteil gereichen könnte.

### Schlacht von Notion
Und tatsächlich übertrug der unter hohem Erfolgsdruck stehende Alkibiades das Kommando über seine Flotte dem Kapitän seines Flaggschiffs und κυβερνήτης, Antiochos, um selbst den attischen Strategen Thrasybulos bei der Befestigung von Phokaia zu unterstützen oder den Belagerungsring um Klazomenai zu sprengen. So hätte der Abfall von Nordionien an Sparta abgewendet und der Druck auf Lysander erhöht werden können, selbst in Aktion zu treten.
Alkibiades hatte bei seinem Abrücken Antiochos den strikten Befehl gegeben, keine Schlacht in seiner Abwesenheit zu wagen. Antiochos hielt sich aber nicht an diese Order und verlegte die Flotte von Samos in den Hafen von Notion, von wo er die Bucht von Ephesos überwachte, und ließ Teile der Flotte regelmäßig auslaufen, um die Schiffe des Lysander zu einer Schlacht aufzufordern – wenn auch zunächst vergeblich. Dass es schließlich doch zu einer Schlacht in Alkibiades’ Abwesenheit kam, kann an der Eitelkeit des Antiochos gelegen haben oder einfach an Lysanders taktischer Raffinesse. Plausibel ist jedenfalls auch die Erklärung, dass die Mannschaften der zu Untätigkeit verdammten athenische Flotte Antiochos unter massiven Druck setzten, endlich tätig zu werden. Dafür würde sprechen, dass Antiochos nicht nur die Spartaner regelmäßig zu einer Schlacht herausforderte, sondern schließlich so weit ging, ein „kleines Gefecht“ zu wagen, um einerseits den Kampfgeist zu heben, andererseits nicht gegen Alkibiades' Befehl zu verstoßen, eine große Seeschlacht zu vermeiden. Lysandros blieb es aber nicht verborgen, dass die Athener erfolgshungrig waren. Er zog aus ihrem Verhalten Schlüsse, dass trotz seiner numerischen Unterlegenheit die Möglichkeit zu einem begrenzten Sieg bestand. Er behielt seine Flotte in Bereitschaft, um im richtigen Moment zuzuschlagen, wenn die Athener nicht damit rechnen würden.
Als Antiochos schließlich die Flotte in Bereitschaft setzten ließ und mit seinen zehn besten Schiffen herausfuhr, um acht in einen Hinterhalt zu legen und selbst mit zwei in den Hafen von Ephesos hineinzurudern, ging er davon aus, dass die Spartaner die Provokation damit beantworten würden, einige wenige Schiffe nachzusenden, die dann von den übrigen acht attischen Schiffen übermannt werden würden. Sollten danach die übrigen spartanischen Schiffe eingreifen, könnte die restliche attische Flotte immer noch ihre Überlegenheit ausspielen. Auf diese Gelegenheit hatte Lysander gewartet und schickte Antiochos sofort drei der schnellsten Schiffen nach, die Antiochos stellten, töteten und die zwei Schiffe einnahmen, bevor die übrigen acht attischen Schiffe zur Hilfe eilen konnten. Als diese endlich in das Kampfgeschehen eingriffen, mussten sie entsetzt feststellen, dass hinter den drei spartanischen Trieren nunmehr die komplette spartanische Flotte in Kampfformation in das Gefecht eingriff. Die Hauptstreitmacht der attischen Flotte hatte nicht damit gerechnet in einen solchen Kampf verwickelt zu werden und erreichte das Schlachtfeld ungeordnet und zu spät, so dass die Spartaner die Schlacht für sich entschieden. Am Ende der Schlacht hatten die Athener zwischen 15 und 22 Schiffen verloren. Alkibiades und Thrasybulos mit ihren 30 Schiffen fuhren sofort nach Notion und von dort mit der ganzen Flotte nach Samos. Eine weitere Schlacht nahm Lysander – jetzt wieder in Unterzahl – nicht an. Die Athener litten weniger tatsächlichen Schaden als moralischen – der Glaube an den allmächtigen Alkibiades begann zu sinken. Die Besatzung Phokaias wurde daher abgezogen. In der Folge wurde Alkibiades verbannt, die Strategen Thrasybulos und Theramenes nicht wiedergewählt.

### Übergabe des Kommandos, Intrigen gegen Kallikratides und Folgen der Schlacht bei den Arginusen
Die Vorzeichen für das Kriegsjahr 406 v. Chr. sahen also für Sparta zur See vielversprechend aus. Kurz nach der Schlacht von Notion musste Lysander das Kommando jedoch turnusmäßig an Kallikratidas abtreten. Lysander war seinem Nachfolger nicht wohlgesonnen, weil er annehmen musste, dass dieser alle Früchte aus Lysanders Dienstjahr ernten würde. So schwärzte er ihn beim jüngeren Kyros an, der Kallikratidas die versprochenen Subsidien vorenthielt. Anscheinend war Kallikratidas aber auch von sich aus „traditionalistischer“, d. h. mehr den Griechen als Persern freundlich. So verlegte er wieder das Hauptquartier nach Milet zurück und trieb seine Mittel dort von den ionischen Städte ein. Schließlich gab auch Kyros im Sommer 406 v. Chr. wieder einige Mittel frei. Hierdurch konnte Kallikratidas die Flotte nicht nur erhalten, sondern noch weiter auf insgesamt 140 Schiffe vergrößern. Umgekehrt konnte der attische Stratege Konon nur 70 seiner 100 Trieren bemannen, weil jetzt die Maßnahme des Lysanders voll zum Tragen kam, dass die bessere Besoldung der Ruderer in der spartanischen Flotte den Athenern die Ruderer abspenstig machte. Erstmals verfügte nun ein spartanischer Kommandant über eine größere Flotte als Athen.
Kallikratidas nahm daraufhin Delphinion auf Chios und die Stadt Teos ein, zuletzt stieß er nach Mytilene auf Lesbos vor, wohin er Konon hatte abdrängen können. Bei einem Kampf vor dem Hafen konnte er den attischen Strategen besiegen, der 30 Schiffe verlor und mit seinen verbliebenen 40 im Hafen blockiert wurde. Eine Entsatzflotte unter Diomedon wurde ebenfalls aufgerieben, wobei 10 Schiffe den Spartanern in die Hände fielen und nur zwei entkamen. Athen rüstete mit äußersten Mitteln innerhalb eines Monats eine Flotte von 110 Schiffen aus, welche Mytilene entsetzen sollte. Zusammen mit 10 Schiffen aus Samos und weiteren 30 der verbliebenen Verbündeten setzen die Athener alles auf die letzte Karte und stellten sich vor Lesbos zur Schlacht bei den Arginusen. Kallikratidas beließ 50 Schiffe unter Eteonikos zur Blockade von Konons 50 Schiffen und ruderte den Athenern mit 120 Schiffen entgegen. Konträr zu seiner Erwartung, dass er nicht nur die erfahrerene Flotte, sondern auch die numerische Überlegenheit hätte, stellte er seine Schlachtordnung traditionell auf und verlor Schlacht, Flotte und Leben. Von den 10 Schiffen unter spartanischen Kommando entging nur eins dem Untergang, die ionischen Verbündeten der Spartaner verloren mehr als 60 Schiffe. Die vernichtende Niederlage wurde nur dadurch gemildert, dass die Athner und ihre Verbündeten ebenfalls 25 Schiffe verloren, deren Mannschaften aufgrund eines nachfolgenden Sturms nicht geborgen werden konnten – zwischen 2.500-5.000 Männer gingen so verloren. Die Spartaner sandten daraufhin Gesandte nach Athen um einen Frieden zu verhandeln: Sparta würde die dekeleische Festung in Attika räumen und der Status quo in der Ägais würde garantiert, d. h. die attische Seeherrschaft wäre unumschränkt, aber Ionien und Karien würden an Persien fallen. Die Athener lehnten das Friedensangebot ab.

### Lysander als unumschränkter spartanischer Oberkommandant zu See
Der jüngere Kyros und die ionischen Städte sandten nach der Arginusenschlacht unabhängig voneinander Boten nach Sparta, damit Lysander wieder das Flottenkommando übernehmen solle. Kyros unterstrich seine Bitte dahingehend, dass er wieder die Subsidien zurückhielt, was beinahe zum Aufstand der spartanischen Restflotte führte, die nach Chios geflüchtet war. Die Ephoren gaben dem Druck nach und schlugen der Apella Lysander als Stellvertreter (Επίςτολεος) des neuen Nauarchen Arakos vor. Der Epistoleos war nicht dem jährlichen Ämterwechsel unterworfen. Hierdurch signalisierte die spartanische Obrigkeit, dass sie Lysander auch für ein weiteres Jahr das Amt anvertrauen würde, sollte dies notwendig sein. Auch wenn der formelle Oberbefehl bei Arakos lag, war Lysander als Partner des jüngeren Kyros der Mann, der die Entscheidungen treffen würde.

#### Der Wiederaufbau der Flotte und die Schlacht von Aigos Potamoi
Lysander erzielte in der Schlacht bei Aigos Potamoi (405 v. Chr.) einen entscheidenden Sieg über die letzte athenische Flotte.
Als Folge errang Sparta die absolute Seeherrschaft in der Propontis und Ägäis, woraufhin sich alle verbliebenen Bündnispartner der ursprünglich ca. 400 Poleis von Athen lossagten und der Delisch-Attische Seebund zusammenbrach. Einzig die attischen Kleruchien Lemnos, Imbros, Skyros und Melos hielten noch zu ihrer Mutterstadt sowie die Insel Samos, wo die demokratische Partei die Oligarchen, deren man habhaft werden konnte, vorsorglich umbrachte, um einen Umsturz zu verhindern. Zum Dank verlieh die Volksversammlung in Athen den Samiern das attische Bürgerrecht – eine bislang nie gekannte Ehrung.
Lysander wandte sich nunmehr mit der Hauptstreitmacht gegen Athen, wobei er auf dem Weg dorthin die attische Bevölkerung aus den o. g. Kleruchien vertrieb. Auch aus vielen anderen Städten flohen Athener in Furcht um ihr Leben vor der spartanischen Streitmacht und deren Verbündete, die nunmehr darangingen, in den erst jetzt von Athen abfallenden Städten (vor allem in Thrakien) Dekarchien einzurichten. Lysanders Vertreibungsaktion hatte nicht nur den Zweck, die neugewonnenen Städte besser kontrollieren zu können, sondern auch die Stadt Athen von Flüchtlingen anschwellen zu lassen, da er nicht plante, sie zu erobern, was angesichts des damaligen Stands der Belagerungstechnik nicht möglich gewesen wäre, sondern auszuhungern, weshalb er nicht nur den Hellespont für Getreidelieferungen nach Athen sperrte, sondern auch in Sparta die Entsendung zweier Heere nach Attika durchsetzte, um die Blockade vollständig zu machen.

#### Belagerung und Fall Athens, Friedensschluss
Gegen Ende des Jahres begann Lysander mit der Seeblockade Athens. Zudem wurde er nicht abberufen, sondern ein weiteres Jahr als Epistoleos bestätigt. Damit er nicht alleine die Kapitulationsverhandlungen führen würde, beschlossen die Spartaner, dass die Athener nur mit den Ephoren verhandeln dürften, welche die beiden Landheere begleiteten. Nichtsdestotrotz wandte sich der vormalige Stratege Theramenes an Lysander. Im März 404 v. Chr. kapitulierte das von den Vertriebenen und Geflüchteten überfüllte Athen, nachdem die letzten Nahrungsmittel aufgebraucht waren. Die Bedingungen der Ephoren waren: Niederlegung der Mauer des Piräus und der Langen Mauer, Aufnahme der Verbannten, Aufgabe des Imperiums und Auslieferung der Flotte bis auf eine noch zu bestimmende Zahl und zuletzt unbedingte Heerespflicht. Lysander durfte die Zahl der Athen noch zu belassenen Schiffe festlegten und wählte 12. Er selbst zog festlich im April 404 in Athen ein.

„Nach der Annahme der Friedensbedingungen fuhr Lysander in den Peiraios ein, die Verbannten kehrten zurück, und man begann mit Freude, die Mauern unter der Begleitmusik von Flötenspielerinnen einzureißen, da man glaubte, dass mit jenem Tag der Anfang der Freiheit für Hellas begonnen habe.“

Offen war noch, wie die künftige Staatsform Athens aussehen sollte. Klar war nur, dass die Demokratie abgeschafft werden sollte und eine oligarchische Regierungsform an ihren Platz treten würde. Eine Gruppe von Oligarchen, die 411 v. Chr. verbannt worden waren, trat unter der Führung von Kritias und Eratosthenes an Lysander heran, eine neue Staatsform durch ein Gremium von 30 Oligarchen ausarbeiten zu lassen. Sie orientierten sich dabei wohl an den 30 Dikastai, den 30 Logistai und den 30 Syngrapheis, um damit auf Athener Traditionen verweisen zu können. Umgekehrt konnten sie Lysander schmeicheln mit Verweis auf die spartanische Gerusia, die zusammen mit den beiden Königen 30 Personen umfasste. Die athenische Volksversammlung war noch gespalten, ob sie den 30 alle Vollmachten übertragen sollte, wurde aber von Lysander bedroht, dass er bei Nichtannahme des Gesetzesbeschlusses zur Einrichtung der 30 die Kapitulationsbedingungen als nicht erfüllt ansehen und Athen vernichten würde. Dermaßen bedroht, beschloss die Volksversammlung die Einsetzung der 30 und vertagte sich.
Nachdem er noch eine Dekarchie für den Piräus eingerichtet hatte – und den Hafen somit aus dem attischen Staatsverband herauslöste – segelte Lysander nach Samos. Für den letzten Feldzug gegen Samos waren nur noch wenige Truppe notwendig, so dass hierfür die Mitglieder des Peloponnesischen Bundes ausreichend waren. Er entließ daher die verbündeten Kontingente und begann im August mit der Belagerung, vor dessen Hauptangriff die Stadt aber kapitulierte. Die Bewohner mussten die Insel verlassen und alles den Oligarchen zurücklassen, die von den Athener 440 v. Chr. vertrieben worden waren und nun von Lysander wieder eingesetzt wurden. Aber auch hier wurde nicht auf die alte oligarchische Regierungsform zurückgegriffen, sondern wie überall wurde eine Dekarchie eingerichtet mit Lysanders Freund Thorax als Harmost. Laut Xenophon war dies das letzte Kriegsereignis.

#### Ehrungen für Lysander
Lysanders Sieg war so umfassend, dass ihm bis dato unerhörte Ehren zuteilwurden. Die zurückkehrenden Oligarchen auf Samos tauften den Herakult in Λυσάνδρεια um, errichteten ihm einen Altar und ließen ihm göttliche Ehren zuteilwerden. Lysander war der erste Grieche, der so zu Lebzeiten geehrt wurde, wie ein überlieferter Paian auf Lysander bezeugt. Im Gegensatz dazu war dem spartanischen Feldherrn Brasidas erst nach seinem Schlachtentod vor Amphipolis von der dortigen Bevölkerung Ehrungen zuteilgeworden – als Heros, nicht als Gott. Viele Forscher sehen in dieser göttlichen Ehrung für den noch lebenden Lysander eine Früh- bzw. Vorform des später im Hellenismus üblichen Herrscherkultes bzw. des späteren römischen Kaiserkultes. Die Samier errichteten außerdem Ehrenstatuen von ihm in Olympia, im Artemision von Ephesos und sogar in Sparta. Dichter verherrlichten seine Taten.
Am berühmtesten wurde aber das Denkmal der Aigospotamoi-Schlacht, auch „Nauarchendenkmal“ genannt, welches am Anfang der Prozessionsstraße in Delphi aus der Kriegsbeute errichtet wurde. Es stand bezeichnenderweise direkt gegenüber des Athener Denkmals der Schlacht bei Marathon, das es übertreffen wollte. Hierzu wies das Nauarchendenkmal eine dreifache Zahl von Göttern und Menschen auf als die Gruppe des Marathonsiegers Miltiades. Vor 20 Statuen der Bündner und Spartaner stand eine Gruppe mit dem Seher Agias, Lysanders Steuermann Hermon, er selbst aber wurde von Poseidon bekränzt. Götterbilder von Apoll, Zeus, Artemis und den Dioskuren schmücken das Monument. Dies war aber nicht das einzige Monument der Schlacht in Delphi: Der jüngere Kyros spendete eine goldelfenbeinernes Modell einer Triere.

## Lysander als Politiker

### Entscheidung für ein maritimes Imperium
Noch vor dem Fall Samos hatte Lysander den Gylippos mit ca. 1.500 Talenten Kriegsbeute und weiteren noch nicht in Anspruch genommenen 470 Talenten Subsidien des Kyros nach Sparta vorausgesandt. Lysander vertrat hier den Anspruch Spartas als Ήγεμον der Peloponnesier, den Krieg gewonnen und damit auch alleiniger Inhaber der Beute zu sein. Die mächtigsten Verbündeten Korinth und Theben waren echauffiert über dieses Verhalten, zumal gerade Korinth unter dem Seekrieg stark gelitten hatte. Theben gelang es nur für den delphischen Apoll Kriegsbeute einzuklagen neben der nicht unerheblichen eigenen Beute aus dem Dekeleischen Krieg, die es selber hatte sichern können. Die anderen Bündner gingen leer aus, obwohl es wohl eine gemeinsame Kriegskasse gegeben hatte, in die alle Peloponnesier eingezahlt hatten. Dies war ein wesentlicher Grund für Korinth, von Sparta künftig abzurücken.
In Sparta kam es zu einem politischen Skandal wegen der Kriegsbeute: Gylippos unterschlug nämlich Gelder, doch wurde dies bekannt durch Abrechnungen des Lysanders. Das Geld wurde in Gylippos Haus gefunden, er selber beging Selbstmord. Damit war die Affäre aber noch nicht beendet. Denn wie Gylippos gab es viele spartanische Kommandanten, die in den letzten Jahren permanent im Ausland stationiert gewesen waren und dort als Repräsentanten Spartas hofiert wurden. Für viele dieser Spartaner war es schwierig, sich in das karge Gemeinschaftsleben in Sparta wieder einzufügen.
Schwerwiegender war die Entscheidung, wie man überhaupt mit der Kriegsbeute verfahren sollte, denn Sparta hatte für den eigenen Bedarf nur nicht-konvertierbare Eisenmünzen in Gebrauch, damit keine Luxusgüter aus anderen Städten gekauft werden konnten. Die Ephoren wollten nun das lykurgische Gesetz beibehalten, wonach weiterhin in Sparta nur mit Eisenmünzen gehandelt werden sollte, wohingegen eine Opposition für die Einführung von Gold- und Silbermünzen als Zahlungsmittel plädierte. Ein Kompromiss wurde dahingehend gefunden, dass ein Staatsschatz in internationaler Währung angelegt werden sollte, doch private Geldreserven jenseits der Eisenmünzen als Unterminierung der Isonomie verboten würden. Die Entscheidung für einer Staatsschatzes – der vorher in Sparta nicht existent war – in internationaler Währung macht nur Sinn im Zusammenhang mit dem Entschluss, das Herrschaftssystem des Lysanders über die Ägäis beizubehalten und nun zu formalisieren. Das Ziel war nun ein eigenes Imperium, das politische Mittel die Dekarchien, das militärische die Harmosten und die größte Flotte Griechenlands.
Konsequenterweise besuchte Lysander auf seinem Weg nach Samos nicht nur die von ihm vor und nach Aigospotamoi besetzten Städte, sondern etablierte auch in den übrigen Städten des vormaligen attischen Seebundes Dekarchien und setzte Harmosten ein. Die „befreiten“ Städte zahlten jetzt Tribute nicht mehr an Athen, sondern an Sparta. Mit über 1.000 Talente jährlich zahlten sie jetzt höhere Tribute als noch zu den Zeiten des attischen Seereichs – aber nicht mehr zur Abschüttelung der Herrschaft von Athen und zur Gewinnung der Autonomie, sondern zu dem Erhalt des spartanischen Seereichs – mit dem Unterschied, dass die Harmosten und Dekarchen weitaus verhasster waren.
Vertragsmäßig gab Lysander auch die Städte Ioniens wieder in die Hände des jüngeren Kyros. Sie behielten die von ihm eingesetzten Dekarchien und erhielten nun persische anstatt der spartanischen Garnisonen. Hierbei ist bedeutsam, dass weiterhin die Kooperation zwischen Sparta und Persien bestehen blieb, wobei beide Seiten ihre Prioritäten durchsetzten. Für Persien geht es um die militärische Kontrolle der Ägäisküste, damit ein wiederholter Abfall vom Perserreich vermieden werden konnte, für Sparta um die politische „Freiheit“ der Griechenstädte bzw. deren politische Einbindung in das neue Seereich Spartas. Inwieweit die Abgaben der reichen ionischen Städte zwischen beiden Mächten geteilt wurden, ist nicht geklärt, wiewohl für den Unterhalt der Garrisonen Persien wohl den Löwenanteil einbehielt, wenn nicht alle Abgaben.

### Erste Risse: Sturz der 30 Tyrannen in Athen
Auch in den ehemaligen athenischen Bündnispoleis wurden spartafreundliche Regimes (die „Dreißig“) installiert. Da aber seine Politik nicht von der spartanischen Regierung gebilligt wurde, konnte Athen wieder zur Demokratie zurückkehren. 

### Spartas Imperium am Scheideweg: Innenpolitische Opposition, Krieg in Kleinasien und anti-spartanische Opposition in Griechenland
Obwohl Lysander in diesem innenpolitischen Kampf unterlag, behielt er weiterhin eine Machtfülle, die er unter anderem durch die Unterstützung des späteren spartanischen Königs Agesilaos 399 v. Chr. auf den Thron auszuspielen wusste.

### Zusammenbruch des spartanischen Seeimperiums: Der Korinthische Krieg
Lysander fiel im Herbst 395 v. Chr. zu Beginn des Korinthischen Krieges in einem Scharmützel vor Haliartos. König Pausanias ließ seinen Leichnam bei Panopeus bestatten. Lysander galt als einer der größten spartanischen Feldherren, der sich aber durch seinen Hochmut und seinen Ehrgeiz viele Feinde geschaffen habe.

## Bewertung
Als Lysander sein Amt als Epistoleos am Ende des Peloponnesischen Krieges abgab, war er mächtiger, als je ein Grieche vor ihm. Weder der Regent Pausanias, noch die attischen Strategen Themistokles oder Perikles geboten über einen so großen Herrschaftsbereich in so unumschränkter Weise wie er. Erst Alexander der Große nach ihm sollte wieder eine solche Machtfülle erlangen können. Dennoch ist er anders als die Vorgenannten und der Nachgenannte relativ unbekannt geblieben und nur einem Fachpublikum bekannt. Der Hauptgrund liegt sicherlich darin, dass er weder einen Herodot noch einen Thukydides als Schriftsteller gefunden hat. Das Hauptwerk des letzteren bricht gerade dann ab, als Lysander die Bühne des Krieges betritt. Thukydides Nachfolger Xenophon schrieb die Hellenika mit einem anderen Schwerpunkt als Thukydides. Ein weiterer Grund ist in der Kurzlebigkeit von Lysanders Herrschaftssystem zu sehen, da die Spartaner die für das maritime Imperium unverzichtbaren Dekarchien bereits nach wenigen Jahren aufgaben. Zuletzt ist sicherlich auch das spartanische Staatssystem zu nennen, welches weder strukturell, noch personell, noch ideell für ein solches maritimes Imperium vorbereitet war. Die imperiale Politik Lysanders hat dementsprechend unter Zeitgenossen aufgrund ihrer Neuheit und Unvereinbarkeit mit der traditionellen spartanischen Hegemonie viel Kritik erfahren, die sich bei vielen späteren griechischen und römischen Autoren wiederfindet, vor allem dann, wenn diese Charakterstudien geschrieben haben (bspw. Plutarch und Nepos). Das meiste kann davon als Klatsch und Tratsch abgetan werden, denn die Kritik an Lysander war zu seinen Lebzeiten nicht so gravierend, dass er verbannt worden wäre, wie es König Pausanias nach Lysanders Tod erging, oder in den Ruf eines Tyrannen geriet, was den Regenten Pausanias am Ende der Perserkriege zu Fall brachte.
Insofern bleibt Lysander eine schillernde Zwittergestalt in einer Zeit, in der die traditionellen regionale Ordnungsstruktur der griechischen Stadtstaaten aufgrund der Hegemonialmächte Athen, dann Sparta und später Theben zusammenbrach, imperiale Herrschaftssysteme wie unter Alexander und den Diadochen aber noch nicht möglich waren, weil noch nicht die Ressourcen des Perserreiches ausgenutzt werden konnten. So beruhte die politische Macht Lysanders auch ganz traditionell auf den Kommandostellen, die er im politischen System Spartas bekleidete. Darüber hinaus erschloss er sich durch persönliche Beziehungen (zum jüngeren Kyros) und Patronagestrukturen (Dekarchien) eine Einflussbasis, die auf die spartanische Politik zurückwirkte und diese auch beeinflusste. Interessant ist in diesem Zusammenhang die unbedingte Kooperation von Lysander mit dem jüngeren Kyros, die nicht nur als besondere persönliche Beziehung zu verstehen ist, sondern auch die Möglichkeit einer griechisch-persischen Kooperation zur Neustrukturierung der Ägais beinhaltet hat, die nicht auf dem Sieg der einen oder anderen Seite beruhte.

## Rezeption
In Joseph Victor Widmanns Lysanders Mädchen. Lustspiel in einem Akt (Huber, Frauenfeld 1901 und 1911) wurden spartanische Tugenden wie Schlichtheit, Ungestüm und Stolz, athenische Klugheit sowie die Kunst der Diplomatie miteinander verwoben.